# Dorugu
Vous lisez un « bon article » labellisé en 2024.
Dorugu ou Dyrregu ou James Henry Dorugu, né vers 1839-1840 dans le village de Dambanas dans la région de Kantché (actuellement au Niger) et mort le 29 novembre 1912 à Nassarawa (au Nigeria actuel), est un voyageur haoussa en Afrique et en Europe et l'un des auteurs du premier ouvrage de littérature haoussa publié en Europe.
Capturé lors d'un raid esclavagiste du sultanat du Damagaram, il est un jeune esclave quand il entre au service des explorateurs européens Adolf Overweg puis Heinrich Barth. Il accompagne ce dernier lors de son exploration de l'Afrique sahélienne et soudanaise.
Quand Heinrich Barth rentre en Europe en 1855, Dorugu et son compagnon Abbega l'accompagnent. Plusieurs dessins les représentent. Lors de son séjour, Dorugu se convertit au christianisme. Au cours de sa collaboration avec James Frederick Schön, qui mène des recherches sur la langue et la culture haoussa, il participe à la rédaction de l'ouvrage Magana hausa, qui contient notamment son autobiographie. Celle-ci est le premier texte imprimé en langue haoussa et constitue une source d'un grand intérêt linguistique et sociologique.
Dorugu revient en Afrique en 1864 et s'installe comme interprète dans le nord du Nigeria actuel, à Kano puis à Nassarawa. Jusqu'à sa mort en 1912, il sert à plusieurs reprises d'intermédiaire entre des Européens et des souverains africains.

## Biographie

### Enfant haoussa capturé
Dorugu, né vers 1839 ou 1840, est un Haoussa originaire du village de Dambanas, dans la région de Kantché, actuellement au Niger. Il est né dans une famille paysanne pauvre. Il a un frère et une sœur. Son père cultive du blé et du coton et joue du tambour traditionnel,.
Malgré plusieurs épisodes où la famille se cache pour éviter les raids esclavagistes djihadistes, notamment juste après la mort de sa sœur cadette,, sa mère est capturée à la fin des années 1840, alors qu'elle va aux champs porter le repas à son mari, et réduite en esclavage,,. Ses ravisseurs sont des guerriers du Kanem-Bornou. Dorugu et son père sont capturés par les troupes du sultan du Damagaram.
Dorugu est victime d'un affrontement géopolitique régional. Son village, Dambanas, dépend de Kantché, région qui tente de rester indépendante face à la pression des deux sultanats voisins du Kanem-Bornou et du Damagaram. Les autorités de Kantché abandonnent finalement le village de Dambanas au sultanat de Damagaram. Peu après, ce sacrifice se révèle vain, puisque Kantché est obligé de se livrer au sultanat de Damagaram,.

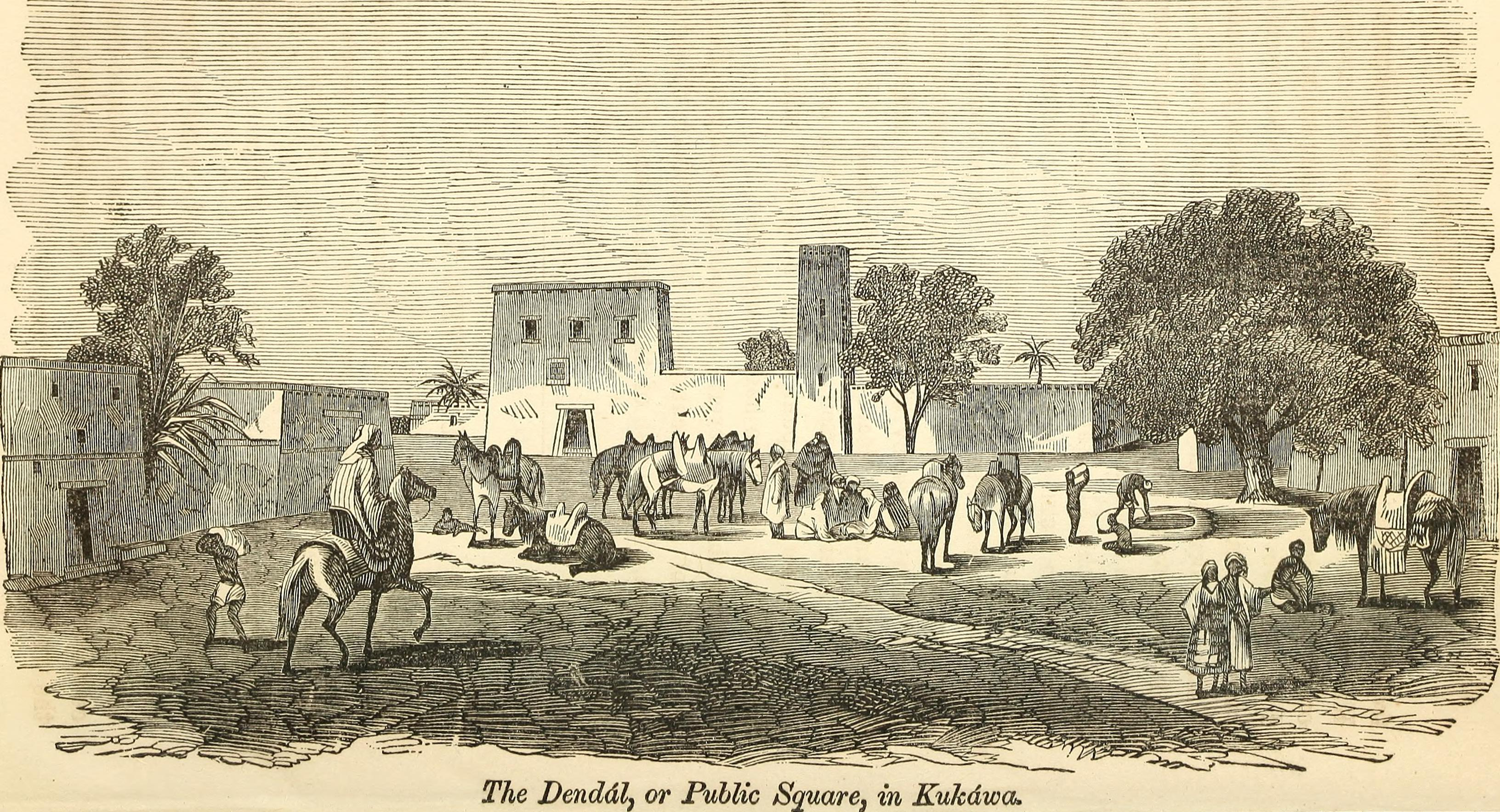
Place publique à Kukawa dans les années 1850.

Arraché aux siens, Dorugu est ensuite emmené jusqu'à Zinder, capitale du sultanat du Damagaram, où il est enfermé et asservi,,. Sa réduction en servitude n'est pas du tout exceptionnelle : à cette époque, les esclaves sont nombreux dans le Soudan central, employés dans le commerce et dans l'agriculture. Son maître lui donne le nom de Barka Gan. Il devient ensuite esclave d'un marchand arabe de Kukawa, au Nigeria actuel. Il y jouit d'abord d'une relative liberté de mouvement, parce que l'espace urbain est fermé par une enceinte contrôlée par des gardes, avant d'être brusquement enchaîné et vendu parce que ses maîtres craignent sa fuite.

### Compagnon d'explorateurs

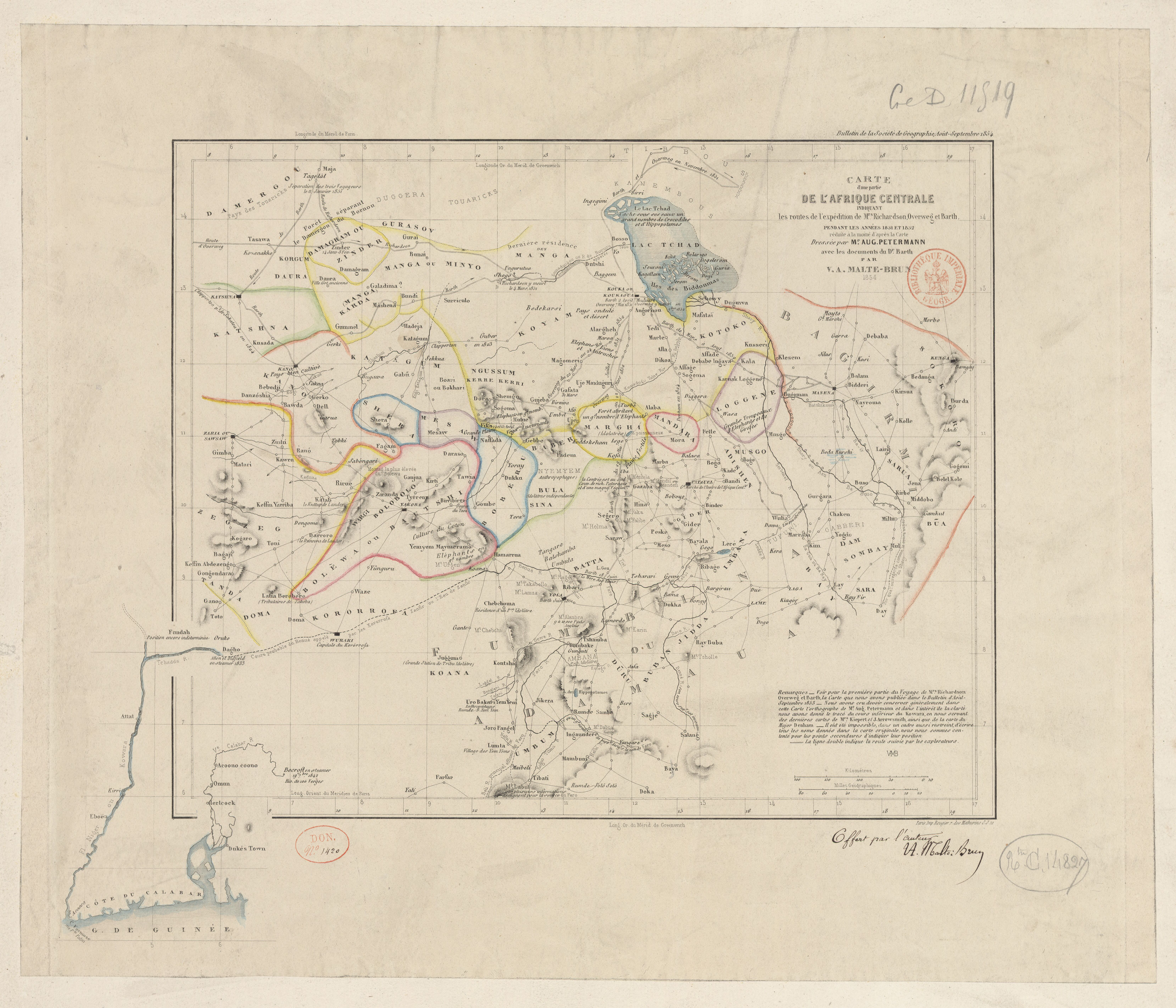
Carte des voyages de Richardson, Overweg et Barth en 1851-1852, Paris, 1854. BNF. On y retrouve notamment les villes de Zinder et Kukawa (orthographié Koukaoua).

C'est à Kukawa, en 1851, alors qu'il est âgé d'une douzaine d'années, qu'il est loué à la journée par son maître à Adolf Overweg pour s'occuper de chameaux. Adolf Overweg est, avec James Richardson et Heinrich Barth, l'un des trois explorateurs européens qui dirigent l’African Mission, mission d'exploration composée d'une soixantaine d’hommes armés recrutés en Libye. Dorugu raconte plus tard que, n'ayant jamais vu de Blanc auparavant, il a peur qu'Overweg le mange. C'est un étonnant retournement du fantasme répandu parmi les Européens, qui accusent alors certains Africains de cannibalisme.

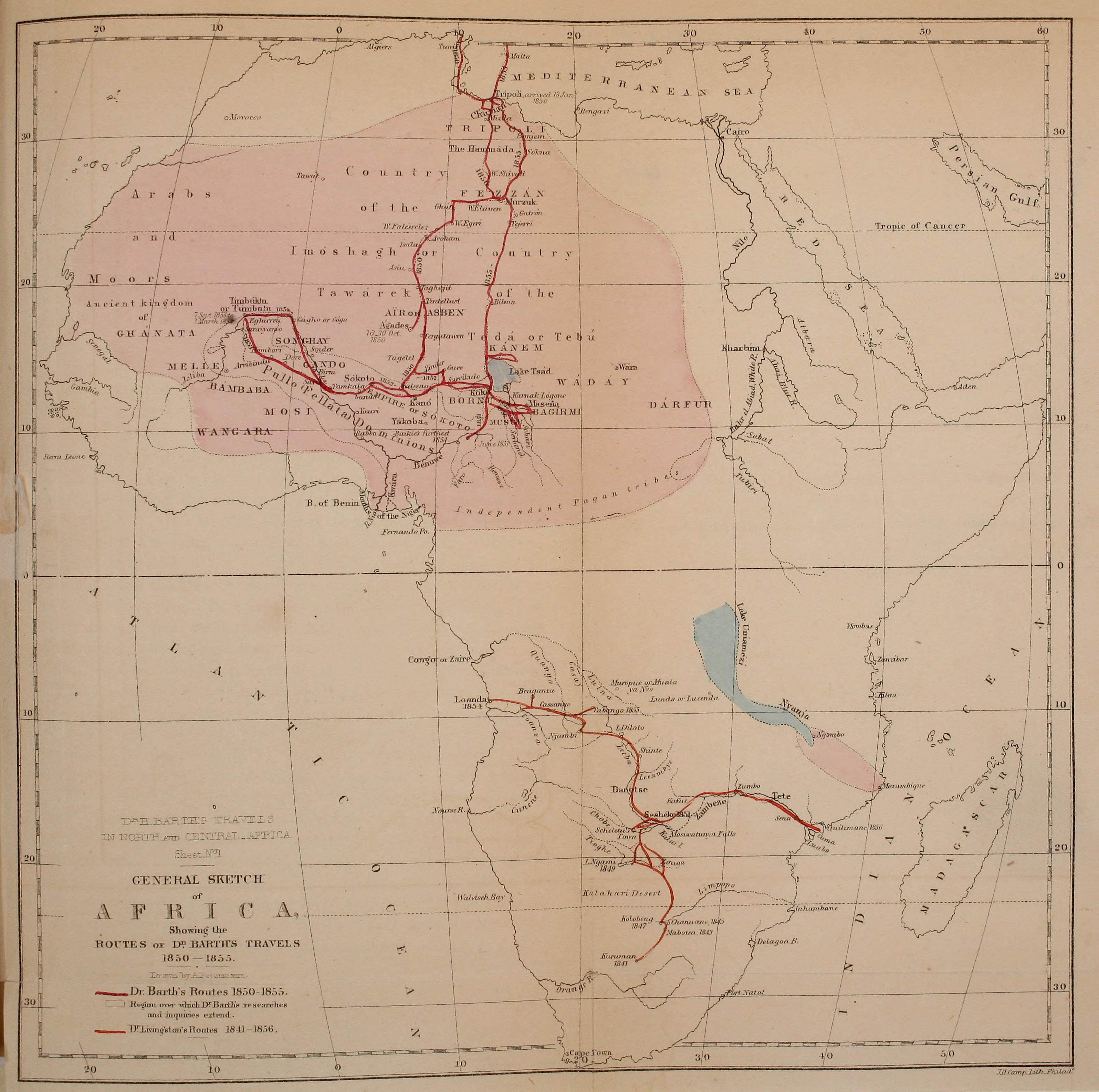
Trajet de l'exploration de Barth.

Adolf Overweg rachète Dorugu à son maître et l'affranchit, en le gardant comme serviteur libre,. Il lui donne un nouveau nom, Adam. À la mort d'Overweg en octobre 1852, Heinrich Barth garde à son service Dorugu et un autre serviteur d'Overweg, nommé Abbega. Heinrich Barth souhaite apprendre grâce à eux la langue haoussa. Ils voyagent avec lui pendant trois ans en Afrique avant de l'accompagner en Europe en 1855,,. La liberté dont jouit Dorugu semble être toute relative : jeune garçon sans réseau familial — il échoue à entrer en contact avec son père —, il n'a guère d'autre choix que de rester au service de Barth, qu'il appelle son maître.
Au service de Barth, Dorugu parcourt donc le Kanem-Bornou, longe le lac Tchad, va à Tombouctou, et traverse le Sahara. Barth, Abbega et Dorugu naviguent ensuite sur la mer Méditerranée de Tripoli à Marseille en passant par Malte. Ils traversent la France en train en passant par Paris et arrivent à Londres,, en septembre 1855,. À Tripoli, Heinrich Barth leur achète des vêtements ottomans, que Dorugu décrit dans son autobiographie et pour lesquels il exprime sa gratitude envers Barth. Dorugu est impressionné par sa première expérience de la mer, des bateaux et des trains.

### Voyageur africain en Europe
Dans son autobiographie, Dorugu décrit la société dans laquelle il évolue en Angleterre, s'étonnant notamment de la longueur des dîners et des manières de table de la classe moyenne ou supérieure :  

« An English dinner is pleasant. Perk up your ears and hear about the pleasantness of an English dinner. They have a large table, five feet long, four feet wide, and three feet high. The first thing they do is to set the table just right. They spread a white linen cloth on it and put knives, forks, spoons, and napkins close together all around the table. They have chairs at every place where they put the knives. A man sits at the end of the table and a woman sits at the head. The wife is seated first. Then the master of the house, on sitting down, says to the boys and girls, “Be seated.” He has a larger platter in front of him, if it is meat; but if it is something soft, it is placed in front of his wife. Men in London don’t like to see their wives hurt in any way. If one of their women hits her hand on the table, her husband will say, “Oh, my dear, what is the matter?” When you see them doing this you can’t keep from laughing, but if you laugh they say, “How rude you are!” Up to now, I’ve still not forgotten how they eat their food. They use dishes, some of which are silver, and some little things, gold. … When they start to eat, you don’t know when there will be an end to it,,. »

Jeune Africain en Europe, il observe et apprend les coutumes européennes en jouant différents rôles pour répondre aux attentes de ses hôtes. Sa position est ambivalente. En octobre 1855, il accompagne Heinrich Barth dans la famille de ce dernier à Hambourg où, sans être un domestique, il est traité comme une sorte de serviteur. La relation de Dorugu et d'Heinrich Barth n'est pas sur un pied d'égalité. Ils voyagent ensuite dans différentes villes d'Allemagne. Barth présente Dorugu aux élites sociales, notamment le roi de Prusse et futur empereur Guillaume Ier.
À Berlin, Barth fait dessiner un double portrait d'Abbega et de Dorugu, en costume qui se veut ethnique, conforme à l'idée qu'on se fait de l'identité africaine. La légende de ce dessin utilise leurs noms africains, A’bbega et Dyrregu. Un portrait photographique, d'une rare intensité, réalisé à Berlin en 1856 par le jeune photographe et peintre silésien Wilhelm Fechner est censé représenter Dorugu, habillé en costume trois pièces, plus comme un jeune homme qu'un garçon. Cependant, le spécialiste de la langue haoussa Paul Newman a exprimé des doutes sur cette identification, à cause du jeune âge du modèle. Abbega et de Dorugu sont parfois l'objet d'une curiosité malsaine, dévisagés ou suivis par des groupes d'enfants qu'ils doivent faire fuir,.
En novembre 1855, Barth s'installe à Londres avec Abbega et Dorugu. Barth est accusé par l'Anti-Slavery Society d'avoir amené avec lui Abbega et Dorugu comme esclaves et de s'être livré à la traite en Afrique. Ces accusations, même réfutées, le blessent. En 1856, Abbega et Dorugu demandent à Heinrich Barth de les faire rentrer en Afrique parce qu'ils ont le mal du pays, mais ils décident au dernier moment de rester en Angleterre, auprès de James Frederick Schön, ancien explorateur et missionnaire en Afrique revenu en Europe en 1847 et linguiste passionné par la langue haoussa. Ce dernier veut exploiter les compétences linguistiques de Dorugu, contre la volonté d'Heinrich Barth, qui se fâche avec Schön,.

Quatre représentations d'Abbega et Dorugu
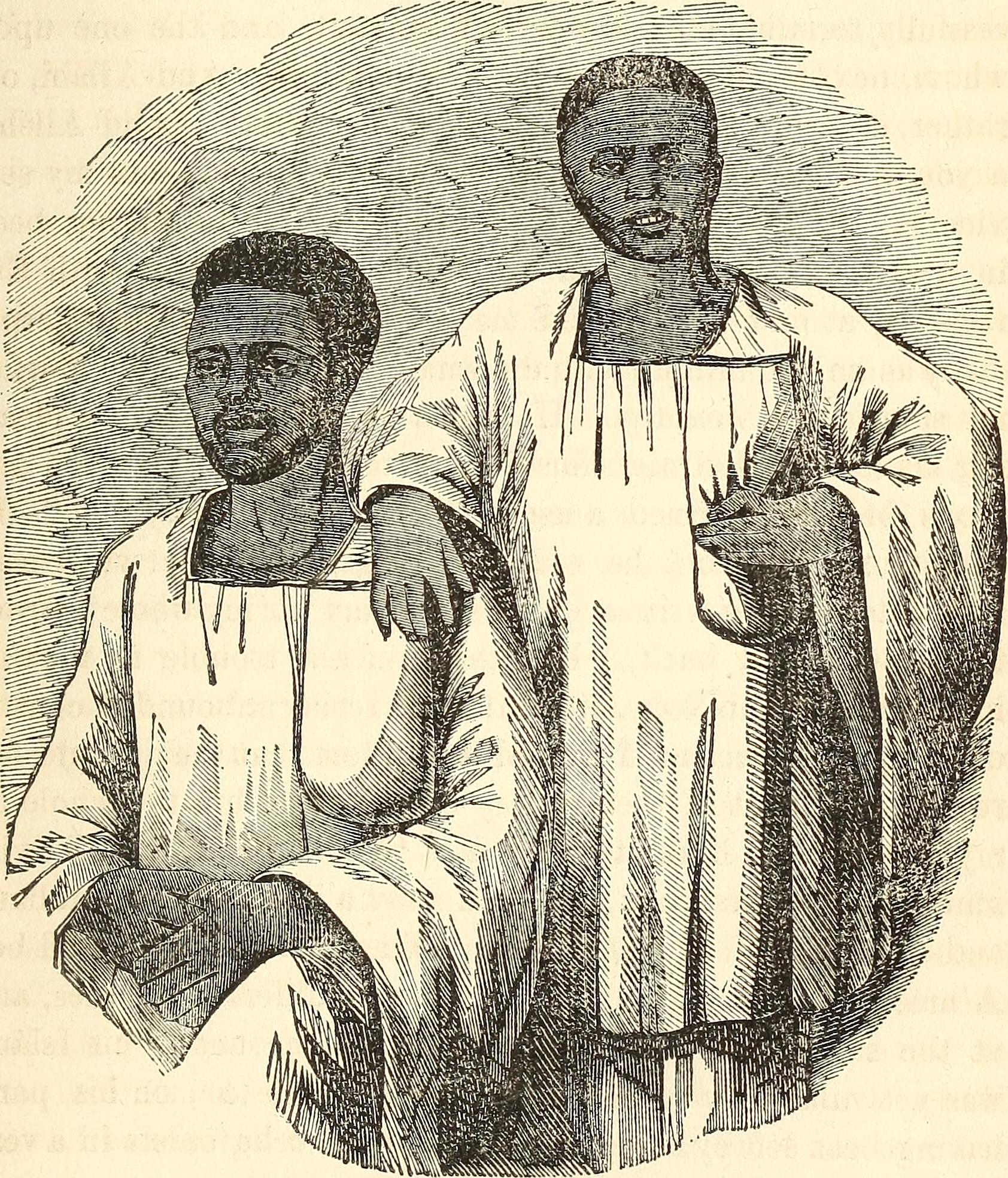
A’bbega. Dyrregu (1857–1858)[42].
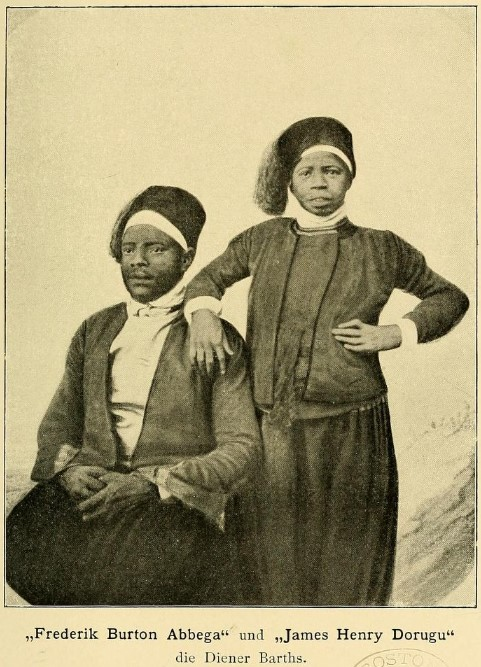
Abbega et Dorugu en vêtements ottomans vers 1855[43].
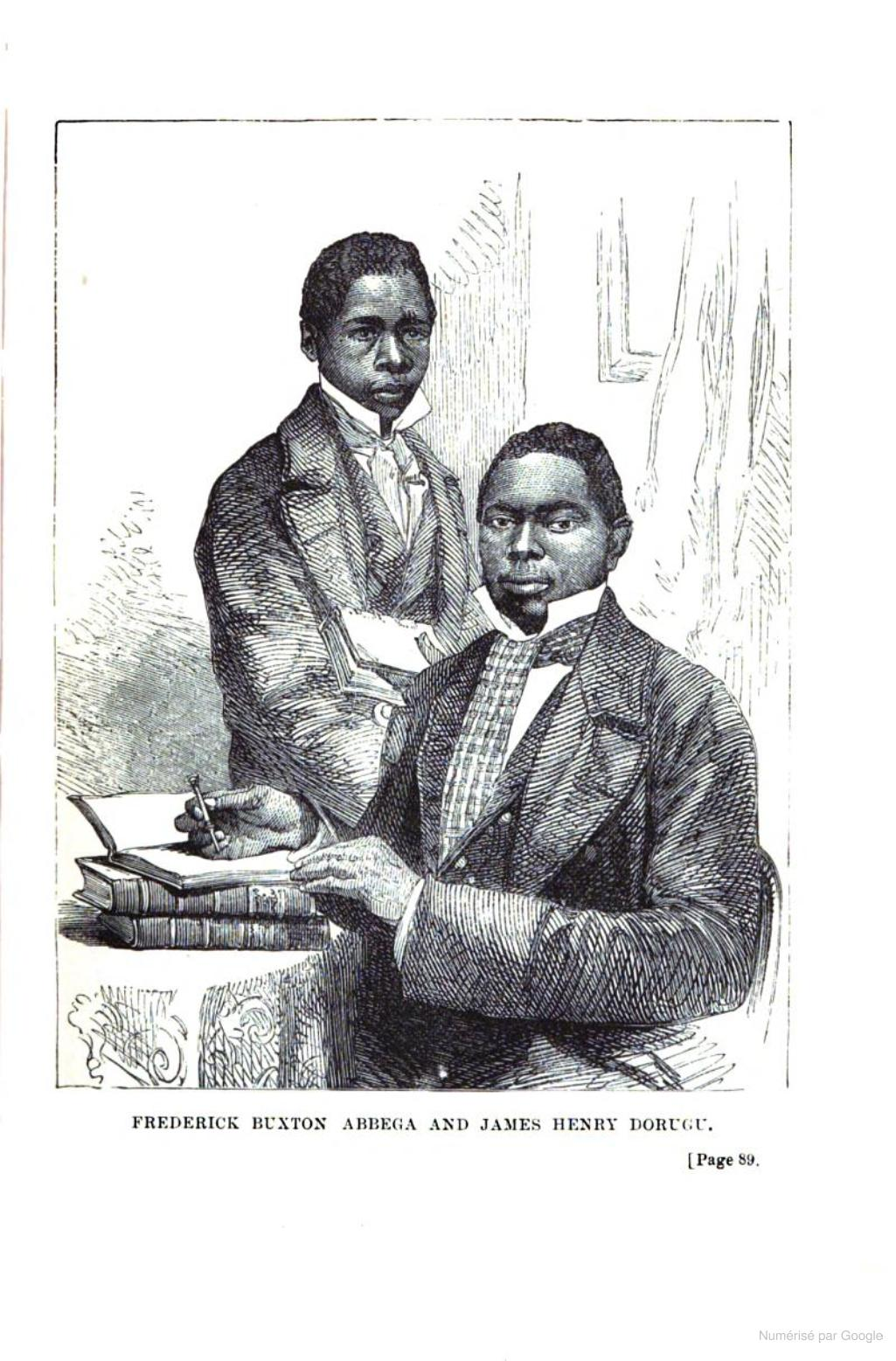
Frederick Buxton Abbega and James Henry Dorugu. Dessin publié en 1868[44].
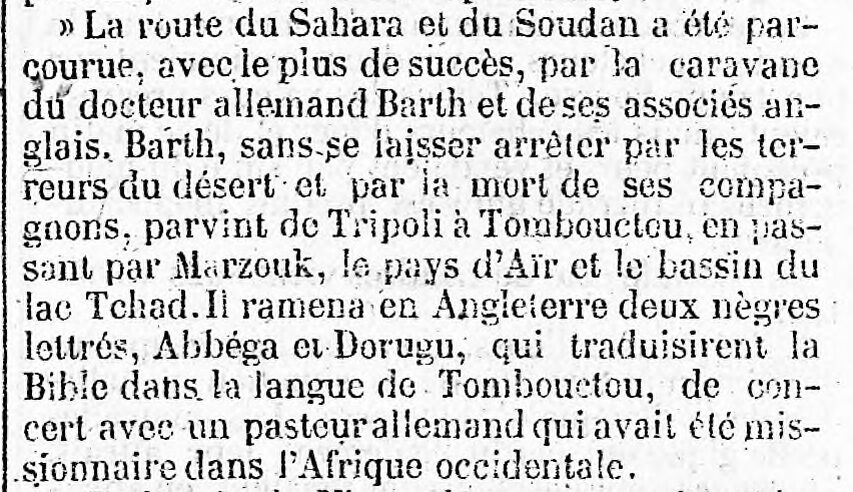
« Deux nègres lettrés, Abbéga et Dorugu ». Nécrologie de Heinrich Barth dans le journal français La Presse, 14 décembre 1865[45].

Dorugu reste huit ans en Europe, où il apprend l'anglais ainsi qu'à lire et à écrire. En 1857, Abbega et Dorugu, qui étaient musulmans, sont baptisés, : Abbega reçoit les nom et prénom du militant antiesclavagiste chez qui il vit, Frederick Buxton, et devient donc Frederick Buxton Abbega. Dorugu voit son nom d'origine, Dyrregu, modifié en Dorugu et il reçoit les versions anglaises des prénoms de Schön et de Barth et devient donc James Henry Dorugu,. La même année, Abbega repart en Afrique avec un groupe de missionnaires. Il devient chef du village de Lokoja (au Nigeria actuel).
En 1868, Thomas Frederick Ball publie dans ses Anecdotes of aborigines un dessin représentant Abbega et Dorugu en costume européen. Dans la posture  des deux personnages, on voit que ce dessin est manifestement inspiré par les précédents les représentant en costumes ottomans et africains. Mais contrairement à ceux-ci, ce sont leurs noms européens qui sont indiqués et ils sont représentés comme de jeunes étudiants en train d'écrire.

### Autobiographie et littérature haoussa
Grâce à la collaboration entre Dorugu et James Frederick Schön qui dure sept ans et pour laquelle Dorugu n'est pas rémunéré, Schön publie quatre ouvrages : une traduction de la Bible, une grammaire, un dictionnaire et un recueil de récits, qui contient l'autobiographie de Dorugu, dictée par ce dernier à Schön.
L'autobiographie de Dorugu comporte une centaine de pages. Elle est publiée en 1885 par James Frederick Schön sous le titre de Magana Hausa (récits haoussa), dans un volume qui comprend également cinquante-deux récits haoussa dictés par Dorugu, qui impressionne Schön par toutes les histoires qu'il connaît, alors qu'il est très jeune. C'est ce que Schön écrit dans la préface de la Grammar of the Hausa Language qu'il publie en 1862 : 

« Dorugu is a real Hausa, speaks the language fluently and beautifully. Never was there an African coming to this country that was of greater use; full of information for his age, probably not more than 16 or 17 years old, energetic and lively in his habits, always ready to speak. He began relating stories to me, or rather dictating them, giving me a description of his own life and travels in Africa in his own language, very often dictating to me for hours together and even till late in the night; so that I had soon a Hausa literature of several hundred pages before me,,,. »

Ce recueil de récits constitue une des plus anciennes traces de la culture orale haoussa, qui nous est parvenue grâce au croisement de la curiosité géographique et de la curiosité linguistique. C'est le premier texte haoussa imprimé et le premier qui rende compte des pratiques de littérature orale en langue haoussa. La langue de Dorugu est marquée par les formes dialectales de la ville de Zinder appelées Damagaranci. Malgré l'intérêt de James Frederick Schön pour la langue haoussa, le texte qu'il rédige pour introduire le récit de Dorugu montre ses préjugés coloniaux et eurocentrés. Dorugu se plaint parfois de l'insatiable curiosité de Schön pour ses récits, dans un passage qui montre aussi une relation inégale entre les deux hommes : 

« Now I have told you many stories. Do you like them, you lover of the Hausa language? Have you discovered any new words? If you find a new word, you jump for joy… I am tired of talking; I am going to sleep. If I talked the whole night, you would keep on writing throughout the night … sleep well. I cannot add another word right now,,,. »

Pour Schön comme pour Barth, Dorugu est d'abord un objet de curiosité linguistique et culturelle qui garde un statut de serviteur ou de collaborateur non rémunéré. Ils s'intéressent plus au savoir de Dorugu qu'à son individualité ou à son africanité et les connaissances de Dorugu sont une aubaine pour Schön,. 

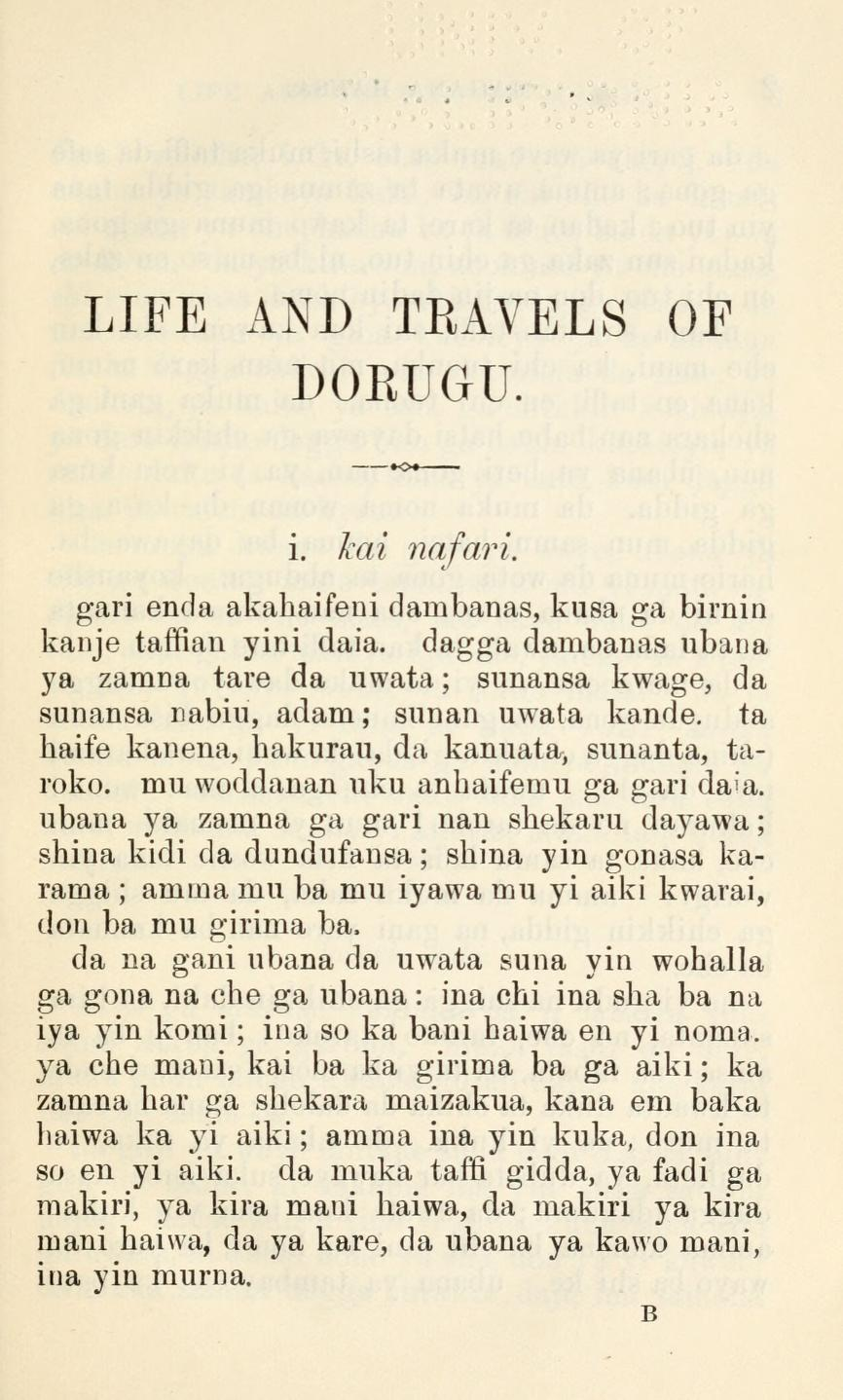
Première page de l'autobiographie de Dorugu, en haoussa.

C'est essentiellement à travers son autobiographie que la vie de Dorugu nous est connue. Alternant les descriptions et les impressions personnelles, il y raconte son asservissement puis les voyages qu'il a accomplis avec Barth, offrant ainsi un contrepoint du récit de l'explorateur, et enfin son séjour en Europe,,. Apparaissant comme un serviteur qui accomplit les tâches qu'on lui donne, il ne fait pas de commentaire sur les événements de sa vie qu'il raconte et ne cherche pas à se mettre en scène, même s'il note ses surprises devant la neige en Allemagne ou la taille fine des Anglaises.
La comparaison avec le texte de Barth montre la précision factuelle des souvenirs de Dorugu, mais il existe une différence entre les deux récits : tandis que Barth ne mentionne Dorugu et Abbega qu'à deux reprises, le récit de Dorugu est majoritairement centré sur Barth et Abbega. Les descriptions de Dorugu de son propre pays sont largement négatives, évoquant surtout la guerre, la violence et l'esclavage, tandis que ce qu'il rapporte de l'Europe est beaucoup plus positif et ne comporte pas de regard critique. Ainsi, il semble clair que ce sont les valeurs de Schön, persuadé de la supériorité des Européens, qui transparaissent ici et qu'il se pense comme un éducateur de Dorugu, dont il sauve l'âme par le baptême. Il est impossible de dissocier la forme que Schön donne au récit de la narration elle-même.
En 1971, le récit de Dorugu est remis en lumière grâce à la traduction anglaise annotée qu'en publie Paul Newman, spécialiste de la langue haoussa, dans West African travels and adventures: two autobiographical narratives from Northern Nigeria, qui contient également une autobiographie de Mai-Mana, petit-fils d'Abbega. Paul Newman insiste sur les apports sociologiques et historiques, au-delà de l'aspect linguistique, du témoignage de Dorugu,. Cet ouvrage est l'objet de nombreux comptes rendus, qui soulignent l'intérêt de cette publication, qui permet de disposer d'un point de vue africain à la fois sur les pratiques d'exploration scientifique et sur le Sahel de cette période,,,,,,,,,.

### Retour en Afrique
Dorugu revient en Afrique en 1864 et rejoint Abbega à Lokoja. Il s'installe ensuite dans la région de Kano (au Nigeria actuel), puis de Nassarawa où il travaille comme interprète haoussa pour des missionnaires, explorateurs et administrateurs coloniaux,. En 1865, en tant qu'interprète employé par les autorités, il accompagne l'explorateur allemand Gerhard Rohlfs, qui le décrit comme compétent parce qu'éduqué par James Frederick Schön,. Par prudence, il prend parfois la liberté de ne pas traduire tous les propos de Rohlfs quand ce dernier fait des reproches à un souverain africain : « Durugu hatte aus Furcht vor dem Zorne des Despoten demselben weder meine vorwurfsvolle Rede noch die Anzeige von meiner nahen Abreise verdolmetscht,. »

À la fin de sa vie, il vit à Nassarawa où il  enseigne l'alphabétisation occidentale à l'école et reçoit une petite pension des autorités. Isabelle Vischer, qui le rencontre, le décrit dans son ouvrage Croquis et souvenirs de la Nigérie du Nord comme très maigre et portant en permanence des lunettes, mais sur le front et pas sur le nez, comme s'il n'en avait pas réellement besoin. Pour Julia Wincker, c'est une manière d'afficher son statut d'érudit. La femme de Dorugu s'occupe de lui jusqu'à sa mort, qui survient le 29 novembre 1912, comme Isabelle Vischer le note :

« 29 novembre 1912. Le vieux « Dorogu » est mort à Nassarawa ce matin. C'est une personnalité originale qui disparaît, et dont le passé n'a pas été banal. Il est heureux que le vieillard ait pu mourir à présent, car on venait de découvrir sur lui une des formes de la lèpre, qui l'eût condamné à l'isolement ; le pauvre vieux en aurait eu grand chagrin. Très âgé, il s'est éteint tout doucement. Il sera enterré au cimetière chrétien de Nassarawa. »

À sa mort, sa famille découvre qu'il a constitué une collection secrète d'objets européens : lunettes, boîtes de biscuits, vêtements brodés au nom des explorateurs européens pour qui il a travaillé et pièces d'or et d'argent,.
Comme d'autres Africains, Dorugu réussit à mettre à profit les connaissances linguistiques, culturelles et institutionnelles qu'il a acquises dans sa jeunesse pour s'élever socialement dans le cadre de l'empire colonial britannique. Au cours de sa vie, il est défini et renommé plusieurs fois par d'autres que lui, qui lui font subir différents changements majeurs. Néanmoins, à travers le récit qu'il livre de sa vie, il est lui-même actif dans ces mutations. Il s'y adapte remarquablement, sans toutefois être réellement considéré et traité comme un égal par les Européens qu'il rencontre. Il est un médiateur entre deux cultures et vit à la marge de deux mondes, africain et européen.